# Raymond Poincaré
Raymond Nicolas Landry Poincaré, född 20 augusti 1860 i Bar-le-Duc, död 15 oktober 1934 i Paris, var en fransk politiker. Poincaré var Frankrikes president 1913–1920, samt konseljpresident 1912–1913, 1922–1924 och 1926–1929. Han var Frankrikes president under Första världskriget.

## Uppväxt och utbildning
Poincaré föddes 20 augusti 1860 i Bar-le-Duc, Meuse. Han studerade juridik i Paris och Nancy samt slog sig 1880 ned som advokat i Paris, där han snart vann ett talrikt och framstående klientel tack vare sin gedigna teoretiska och praktiska skolning samt sin utomordentliga vältalighet. Han ansågs som en av Paris främsta advokater.

## Politikerbanan inleds
I januari 1886 togs advokaten Poincaré av Develle till dennes kabinettschef i jordbruksministeriet. En post han bibehöll till juni 1887. Under tiden hade han valts till landstingsman ("conseiller general") i departementet Meuse 1886, och 31 juli 1887 blev han vid ett ersättningsval deputerad för valkretsen Commercy i samma departement. Han omvaldes till deputeradekammaren 1893 och 1898 utan medtävlare samt 1902 efter en het valstrid. 1903 valdes han till senator för Meuse och omvaldes 1906. Som politiker slöt han sig till opportunisterna och var i kammaren redan från början en mycket uppmärksammad talare, vars lugna, sakliga och nationalistiska uppträdande sällan förfelade sin avsedda verkan. Arbetsam och begåvad med förmåga att lätt och snabbt sätta sig in i de mest skiftande frågor, fick han mycket tidigt en mängd parlamentariska förtroendeuppdrag. Redan 1890 blev han medlem av budgetkommissionen ("commission du budget") och 1892 dess rapportör. 1893 var han undervisningsminister i Dupuys första ministär, inträdde maj 1894 i dennes andra ministär som finansminister och kvarstod i regeringen även under den följande tredje ministären Ribot (januari-oktober 1895) som undervisningsminister. 1895-97 var han vice talman i deputeradekammaren, och blev 1906 ordförande i budgetkommissionen och var under perioden mars-oktober 1906 återigen finansminister, nu i Sarriens ministär. Under sin tid i parlamentet ingrep han flera gånger på effektivt sätt i viktiga inre angelägenheter, till exempel vid den stora konverteringen av statsskulden 1894 och vid bekämpandet av ministären Bourgeois 1896. Hans främsta strävan både i och utom regeringen var riktad på större återhållsamhet i statsutgifterna. Något som i huvudsak inte kröntes med framgång.

## Konseljpresident
Efter 1906 drog Poincaré sig från bort de aktiva politiska striderna, och kunde inte fås att ta en ny ministerpost. Han ville inte göra sig till förespråkare för någon särskild klick bland republikanerna men rådfrågades dock alltid som en av de mest insatta i politiska förhållanden. Vid Caillaux’ fall förmåddes han dock att i januari 1912, stödd på en stark republikansk majoritet i parlamentet, åtaga sig posten som konseljpresident. Med Millerand som krigs-, Delcassé som marin- och Briand som justitieminister övertog han själv ledningen av utrikespolitiken i det ömtåliga läget efter Agadirkrisen. Han lyckades genom sin personliga auktoritet åstadkomma ett välbehövligt lugn i politiska kretsar och hos allmänna opinionen. Hans uppträdande mot Italien under det tripolitanska kriget (september 1911-oktober 1912), och hans framgångsrika bemödanden att begränsa balkankriget 1912 ökade hans popularitet i Frankrike.

## President
Poincarés val till republikens president 17 januari 1913 (med 483 röster mot 296 för J. Pams, 69 för Édouard Vaillant och 11 övriga) hälsades med entusiasm i Frankrike. Poincaré tillträdde som Frankrikes presient 18 februari 1913. Aristide Briand bildade hans första ministär, men efterträddes inom kort av regeringen Barthou. Den utan fråga betydelsefullaste regeringshandlingen under hans första år var förlängningen av värnplikten till tre års tjänstgöring. Hävdandet av Frankrikes militära styrka till lands och sjöss samt disciplinens stärkande låg Poincaré varmt om hjärtat, då han såg det som enda medlet att hävda Frankrikes maktställning. Från radikalt håll blev han emellertid föremål för ganska häftiga beskyllningar för att driva en alltför personlig politik.

### Första världskriget

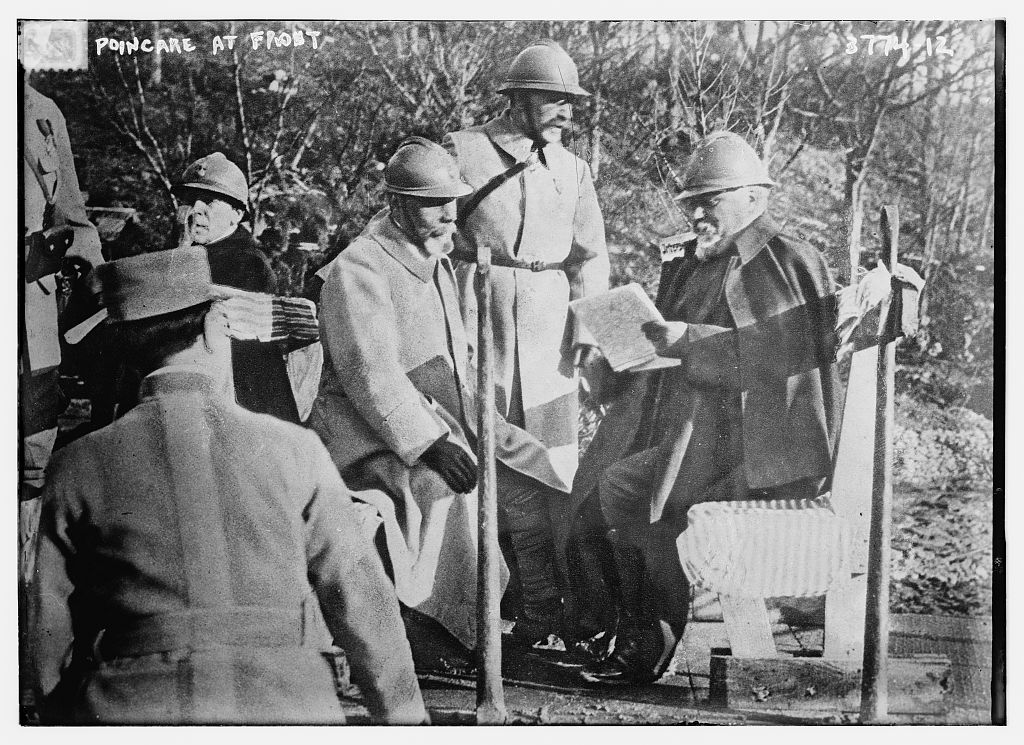
Poincaré besöker fronten, okänt datum.

Sommaren 1914 reste Poincaré i sällskap med den nye konseljpresidenten Viviani med slagskeppet France till ryska hovet i Sankt Petersburg, där styrkan i det fransk-ryska förbundet ytterligare poängterades. På återvägen besökte Poincaré 25 juli Sverige, men besöken i Köpenhamn och Kristiania blev inställda på grund av spänningen mellan Österrike-Ungern och Serbien som en vecka senare utmynnade i första världskriget. Genom att 26 augusti tillsätta en nationell samlingsregering med sådana allmänt kända och aktade män som Viviani, Delcassé, Ribot, Millerand och Briand skapade Poincaré ökat förtroende inom landet för den politikernas förmåga att leda dess öden under storkriget.
När Paris verkade hotat flyttade Poincaré regeringens säte till Bordeaux 3 september 1914, men återvände till Paris 9 december samma år. Under krigsåren bidrog han genom sina resor och patriotiska tal i skilda delar av landet att i det längsta vidmakthålla den nationella enighet ("1’union sacrée"), som på hans vädjan proklamerats av kamrarna 4 augusti 1914. Han torde även ha utövat ett visst inflytande på den franska utrikespolitiken under de första krigsåren, men sedan han i november 1917 nödgats anförtro bildandet av en ny regering åt sin gamle motståndare Georges Clemenceau, tog denne helt regeringstyglarna i sin hand.

### Versaillesfreden
Poincaré höll 18 januari 1919 öppningstalet vid fredskonferensens högtidliga öppnande. Han ställde inte upp i presidentvalet 1920 och efterträddes av Deschanel 18 februari 1920. Dessförinnan hade han låtit sig inväljas i senaten, där han blev ordförande i utrikeskommittén. Dessutom blev han president i den genom Versaillesfreden tillsatta mäktiga skadeståndskommissionen, men avgick redan i maj 1920 enär han ansåg, att man visade Tyskland alltför stor skonsamhet vid fredsvillkorens tillämpning. Poincaré fullföljde sin kritik av den franska regeringspolitiken i uppmärksammade artiklar i "Revue des deux mondes" och framförde ständigt att Frankrike borde utkräva sin rätt mot Tyskland till det yttersta och förkunnade nödvändigheten av ständig misstro mot Frankrikes granne i öster. Särskilt kritiserade han den av Lloyd George och Aristide Briand omhuldade konferenspolitiken mellan de tidigare allierade, där viktiga politiska avtal övereenskomms vid personliga sammanträffanden mellan premiärministrarna. Poincáré förordade istället en återgång till äldre diplomatiska förhandlingsmetoder.

## Konseljpresident för andra gången
Poincarés kritik mot Briands politik i samband med konferensen i Cannes januari 1922 vållade dennes fall, och 15 januari bildade Poincaré ny regering med Barthou som justitie-, Maginot som krigs- och de Lasteyrie som finansminister. Själv blev han förutom konseljpresident även utrikesminister.

### Ruhrockupation och ekonomisk kris
Poincarés politik mot Tyskland i skadeståndsfrågan var hård och vållade ständiga slitningar med Storbritannien, som särskilt ogillade hans plan att genom ockupation av Ruhrområdet skaffa Frankrike "produktiva panter" för skadeståndsförpliktelsernas uppfyllande. Ockupationen av Ruhrområdet företogs 10 januari 1923, men gav till följd av tyskarnas passiva motstånd inte det väntade ekonomiska resultatet. Han höll emellertid fast vid sin omedgörliga politik och motiverade den i en mängd politiska tal inom och utom parlamentet. Regeringen stödde även indirekt sina lokala representanters klumpiga försök att åstadkomma en mot Tyska riket separatistisk rörelse i de tyska provinserna väster om Rhen. Till slut lyckades Poincaré tvinga Tyskland att inställa det passiva motståndet mot Ruhrockupationen, men då var Frankrikes finanser undergrävda, och francens fall, som endast kunde hejdas genom amerikanska bankers stödköp, rubbade Poincarés parlamentariska ställning och tvingade honom att gå med på skadeståndsfrågans överlämnande åt ett par internationella kommittéer. Dessa leddes väsentligen av amerikanska och engelska finansmän och lade i april 1924 fram en ny plan, Dawesplanen, för skadeståndsfrågans lösning. I det längsta tillbakaslog Poincaré angreppen i deputeradekammaren dels från Clemenceaus anhängare, som tyckte att politiken mot Tyskland var för eftergiven, dels från socialister och kommunister, som ansåg att politiken vara steril och endast alstra folkhat. Då de ekonomiska svårigheterna emellertid våren 1924 nödgade regeringen till ansenliga skattehöjningar och drastiska besparingsåtgärder, växte folkstämningen mot Poincarés politik, vilken dessutom utomlands allmänt klandrades, särskilt i England, Förenta staterna och de neutrala länderna. En regeringsombildning i mars 1924 stärkte ej reeringens ställning, och vid valen i maj segrade vänstergruppernas allians över det nationella blocket, vilket varit ministärens parlamentariska underlag. Poincarés ministär avgick därför l juni 1924 och efterträddes av ministären Herriot.

## Konseljpresident för tredje gången
Den ekonomiska krisen i Frankrike fördjupades och Poincaré ombads 1926 på nytt bilda regering. I ministären som satt till 1929 var han förutom konseljpresident också fram till 1928 också finansminister. Poincarés regering sanerade statens ekonom och stabiliserade francen. 1929 gick Poincaré i pension och avled 15 oktober 1934.

## Litterär verksamhet
Poincaré blev 1909 medlem av Franska akademien, främst på grund av sin politiska vältalighet. Bland hans arbeten märks:
- Du droit de suite dans la propriété mobiliere-, l’anden droit et le code civil (1883), doktorsavhandling
- Idées contemporaines (1906), en samling tal och studier i skilda ämnen
- Questions et figures politiques (1907)
- Causes littéraires et arlistiques (1908)
- Ce que demande la cité. (1912), en populär redogörelse för den franska statens administrativa och politiska organisation
- Les origines de la guerre (1921), en framställning av första världskrigets förhistoria
- Histoire politique. Chroniques de quin-zaine, 15 septembre 1920-l:er mars 1921 (1921), samling av Poincarés politiska tidskriftsartiklar i bokform

## Utmärkelser
- Riddare av Gyllene skinnets orden,  1913[11]
- Kungliga Serafimerorden,  16 april 1913[12]
- Riddare av Elefantorden,  1914[13]
- Storkorset med kedja av Finlands Vita Ros orden,  19 april 1920[14]
- Storkors av Nichan el Anouars orden
- Vita örnens orden
- Storkors av Kambodjas kungliga orden
- Tapperhetskorset
- Andreasorden
- Anjouanstjärnans orden
- Storkors av Annamitiska drakorden
- Hederslegionens stormästare
- Chakriorden
- Annunziataorden
- Storkorsriddare av Sankt Mauritius och Sankt Lazarusorden
- Storkorsriddare av Italienska kronorden

[Redigera Wikidata]